# 岡田智子
岡田 智子（おかだ ともこ、1984年4月10日 - ）は、日本の女性モデル、プロ麻雀競技者（RMU）、レースクイーン。愛媛県出身。プリッツコーポレーション所属。愛称は「おかトモ」。

## 来歴・人物
- 広島大学理学部[3]に通う傍らモデル、レポーターの仕事を始める[4]。大学卒業後は就職するが、モデルの夢を捨てきれず2008年に上京[4]。同年12月には、「第二回日中韓三カ国“友好大使”杯国際スーパーモデルコンテスト」に出場したが、グランプリ受賞はならなかった[5]。その後はモデル業の傍らレースクイーン、ラウンドガール等幅広く活動する。
- 趣味は読書、工場写真を撮ること[3]、ゴルフ。特技は水泳（＆ダンス）。
- 好きな色は黒、赤、ゴールド[3]。
- 妹が1人いる[6]。

## 活動

### レースクイーン
| 年度   | カテゴリー                   | チーム名                                           | 備考                           |
| ------ | ---------------------------- | -------------------------------------------------- | ------------------------------ |
| 2008年 | 全日本ダートトライアル選手権 | “モンテカルロカップダートトライアル”レースクイーン | [ 3 ]                          |
| 2010年 | SUPER GT                     | ENEOS GIRLS                                        | 相方：春那美希                 |
| 2011年 | SUPER GT                     | Weider GTガール                                    | 相方：高梨麻衣                 |
| 2013年 | SUPER GT                     | Weds Sport RACING PROJECT BANDOHレースクイーン     | 他メンバー：佐野真彩、田代綾夏 |

### イベント出演
| イベント名         | 出演年：参加企業 |
| ------------------ | --- |
| 東京オートサロン   | 2009年：ALPINE 2010年：TOYO TIRE 2011年：スタイルワゴン with フジ・コーポレーション 2012年・2013年：日野自動車 2014年：WedsSport 2015年、2016年：クリッカー |
| 東京モーターショー | 2009年：YAMAHA 2011年：フォルクスワーゲン |
| 大阪オートメッセ   | 2009年：ALPINE 2012年、2013年：日野自動車 |
| CEATEC JAPAN       | 2008年・2009年：Panasonic 2010年：SHARP 2015年：NEC |
| 東京ゲームショウ   | 2011年：GREE 2015年：Cygames |
| CP+                | 2015年：タムロン |

### その他
- バンコク・インターナショナル・オートサロン（2013年6月20日 - 30日、タイ・インパクト・ムアントーンターニー） - ジャパンモデルとして参加[注 1]
- 三栄書房「GOLF TODAY」GTバーディーズ（2014年5月号[注 2] - ）
- REBELSラウンドガール（2014年 - 2017年）[9]
- 地方創生応援ユニット「えまるしぇ47」広島県代表（2015年）[10]